# Pneumònia intersticial usual
La pneumònia intersticial usual (PIU) és una forma de malaltia caracteritzada per una fibrosi (cicatrius) progressiva dels dos pulmons. La cicatriu afecta el marc de suport (interstici) del pulmó. La PIU es classifica així com una forma de malaltia pulmonar intersticial.